# Puchar Świata w boksie
Puchar Świata w boksie (ang. World Boxing Cup) – międzynarodowy, amatorski turniej bokserski, który rozgrywany był w latach 1979–2008. W Pucharze świata startowali zawodnicy z całego świata, podobnie jak na mistrzostwach świata. W roku 2002, 2005, 2006 zostały rozegrane turnieje drużynowe (startowały reprezentacje). Puchar świata powrócił w 2008, po dziesięcioletniej przerwie.

## Rywalizacja indywidualna
| Rok  | Numer                | Miejsce   | Data                 |
| ---- | -------------------- | --------- | -------------------- |
| 1979 | I Puchar Świata      | Nowy Jork | 11 – 19 października |
| 1981 | II Puchar Świata     | Montreal  | 11 – 18 listopada    |
| 1983 | III Puchar Świata    | Rzym      | 17 – 22 października |
| 1985 | IV Puchar Świata     | Seul      | 2 – 6 listopada      |
| 1987 | V Puchar Świata      | Belgrad   | 17 – 22 października |
| 1990 | VI Puchar Świata (1) | Hawana    | 18 – 24 lutego       |
| 1990 | VI Puchar Świata (2) | Dublin    | sierpień             |
| 1990 | VI Puchar Świata (3) | Bombaj    | listopad             |
| 1994 | VII Puchar Świata    | Bangkok   | czerwiec             |
| 1998 | VIII Puchar Świata   | Pekin     | czerwiec             |
| 2008 | IX Puchar Świata     | Moskwa    | 10 – 14 grudnia      |

## Rywalizacja drużynowa
| Rok  | Numer                         | Miejsce | Data                 |
| ---- | ----------------------------- | ------- | -------------------- |
| 2002 | I Puchar Świata (drużynowy)   | Astana  | 3 – 8 czerwca        |
| 2005 | II Puchar Świata (drużynowy)  | Moskwa  | 12 – 17 lipca        |
| 2006 | III Puchar Świata (drużynowy) | Baku    | 15 – 21 października |